# Silvan S. Schweber
Silvan Samuel Schweber (* 10. April 1928 in Straßburg; † 14. Mai 2017 in Lexington, Massachusetts) war ein US-amerikanischer theoretischer Physiker und Wissenschaftshistoriker. 

## Leben
Schweber wurde 1928 in Straßburg in einer orthodox-jüdischen Familie geboren. Die Familie floh im Zweiten Weltkrieg vor den Nazis zunächst innerhalb Frankreichs und dann über Spanien, Portugal und Kuba in die Vereinigten Staaten, wo sie sich 1942 in New York niederließ. Schweber begann 1944 sein Chemiestudium am City College of New York (Bachelorabschluss 1947) und wechselte dann ab 1947 an der University of Pennsylvania zur Physik, wo er unter anderem bei Walter Elsasser und Herbert Jehle studierte. Nach dem Master-Abschluss 1949 ging er an die Princeton University, wo er bei David Bohm und Eugene Wigner studierte und 1952 bei Arthur Strong Wightman promovierte. Danach war er als Postdoc bei Hans Bethe an der Cornell University und ab 1954 am Carnegie Institute of Technology in Pittsburgh. Er war ab 1955 Professor an der neu gegründeten Brandeis University. Ab 1958 bis Ende der 1960er Jahre organisierte er dort mit anderen eine Sommerschule für theoretische Physik. Neben einer Professur für Physik war er zuletzt auch Richard Koret Professor for the History of Ideas. Seit 1981 war er auch Faculty Associate im Department of the History of Science der Harvard University.
Schweber beschäftigte sich mit Quantenfeldtheorie, über die er Lehrbücher erst in den 1950er Jahren mit Bethe und dann 1961 ein damals bekanntes Lehrbuch schrieb. Ab den 1980er Jahren beschäftigte er sich mit Geschichte der Physik, speziell mit der der Quantenfeldtheorie, an deren Entwicklung ab den 1940er Jahren er selbst aktiv beteiligt war, aber auch mit der Entstehung der „Big Science“ nach dem Zweiten Weltkrieg und wissenschaftsphilosophischen Fragen. Auf Wunsch von Bethe schrieb er dessen wissenschaftliche Biographie und führte dazu viele Interviews, erschienen ist ein erster Band (bis 1939).
Er war Mitglied der American Academy of Arts and Sciences. 1997 wurde er Fellow der American Physical Society. 2011 erhielt er den Abraham-Pais-Preis.
Schweber war in dritter Ehe mit Snait Gississ verheiratet und hatte einen Sohn und zwei Töchter.

## Schriften
Bücher: 
- mit Bethe, Frederic de Hoffmann: Mesons and Fields, 2 Bände, Row, Peterson and Co., Evanston/Illinois, 1955
- Nuclear Forces. The making of the physicist Hans Bethe, Harvard University Press 2012
- An introduction to relativistic Quantum Field Theory, Row 1961, Harper and Row 1964, Reprint bei Dover, 2005, ISBN 0486442284
- QED and the men who made it: Dyson, Schwinger, Feynman and Tomonaga, Princeton University Press 1994, ISBN 0691033277
- A historical perspective on the rise of the Standard Model, in Lillian Hoddeson, Laurie Brown, Michael Riordan (Eds.): The rise of the Standard Model, Cambridge University Press 1997
- Feynman and the visualization of space-time-processes, Reviews of Modern Physics, Bd. 58, 1986, S. 449–508
- Darwin and Herschel – a study of parallel lives, Journal of the History of Biology, Bd. 22, 1989, S. 1–71
- In the Shadow of the Bomb: Bethe and Oppenheimer and the Moral Responsibility of the Scientist, Princeton University Press 2000, ISBN 0691049890
- Einstein and Oppenheimer: The meaning of Genius, Harvard University Press 2008, ISBN 0674028287
- Einstein for the 21st Century: His Legacy in Science, Art, and Modern Culture, Princeton University Press 2008, ISBN 0691135207

Einige Aufsätze und Buchbeiträge:
- August Comte and the Nebular Hypothesis in In the Presence of the Past, in: Bienvenue, M. Feingold (Hrsg.), Essays in Honor of Frank Manuel, Kluwer Academic 1991, S. 280–365.
- Big Science in Context: Cornell and M.I.T., in: P. Galison, B. Hevly (Hrsg.): Big Science: The Growth of Large-Scale Research, Stanford University Press 1992, S. 149–189.
- Scientists and the State: The Legacy of World War II in Social Studies of Science, SAGE, Band 23, 1993, S. 595–642.
- Scientists and the State: The Legacy of World War II, in: Kostas Gavroglu (Hrsg.), Trends in the Historiography of Science, Kluwer 1994, S. 327–354.
- Changing Conceptualization of Renormalization in Renormalization Theory, in: L. Brown (Hrsg.), Renormalization, Springer 1993, S. 135–155.
- mit Tian Yua Cao: The Conceptual Foundations and Philosophical Aspects of Renormalization Theory, Synthese, Band 97, 1993, S. 33–108.
- Physics, Community, and the Crisis in Physical Theory, Physics Today, November 1993, S. 34–40.
- A Historical Perspective on the Rise of the Standard Model, in: L. Brown, L. Hoddeson, M. Riordan (Hrsg.), The Use of the Standard Model, Cambridge University Press 1995.
- Telling the Life of Hans Bethe, in: R. Yeo, Writing Scientific Biography, Cambridge University Press 1995.
- Writing the history of Hans Bethe: contextual history and Paul Forman, in: Physics Perspective, Band 16, 2014, S. 179–217